# Karl Brjullov

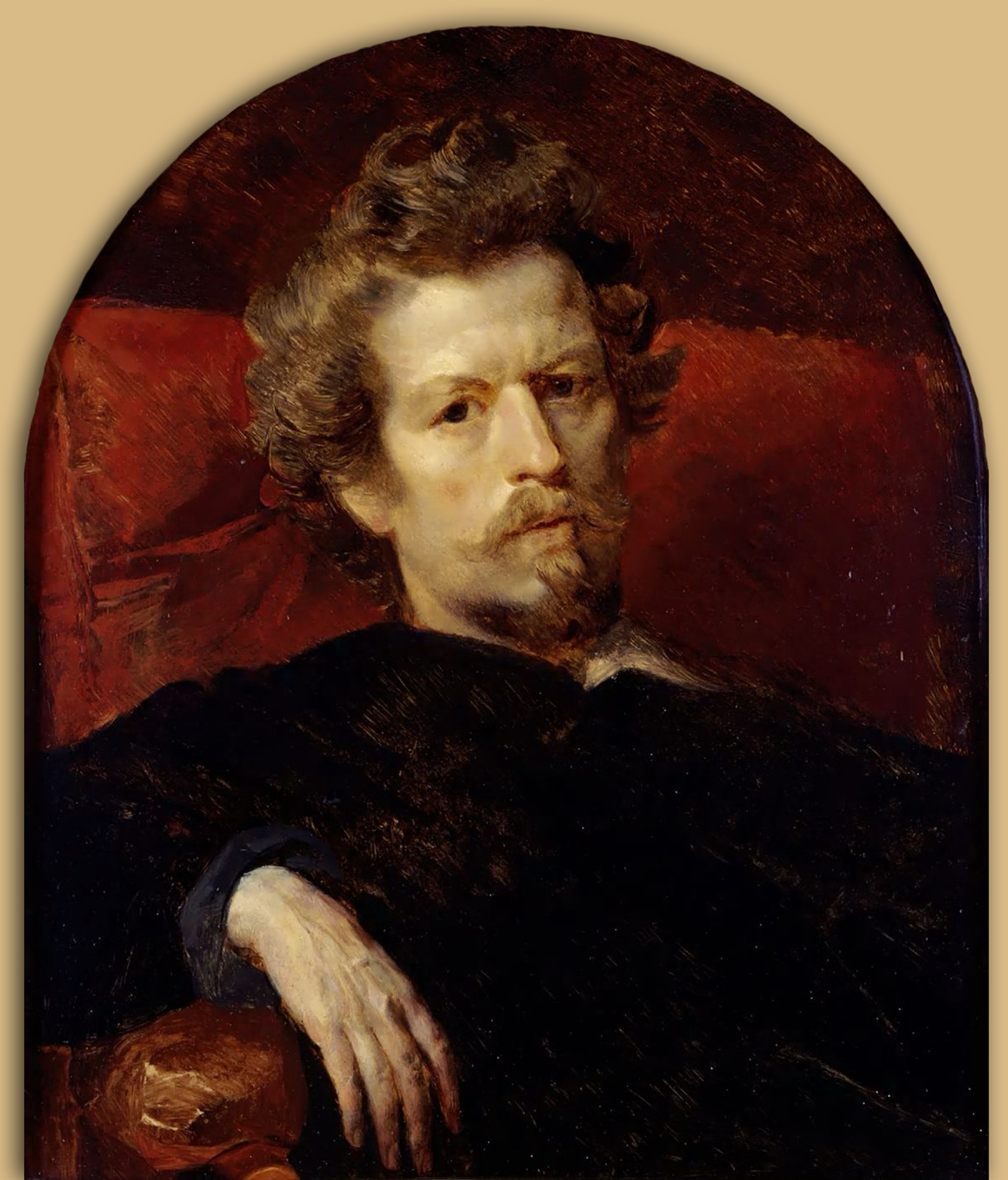
Karl Bjrullov, självporträtt (1848).

Karl Pavlovitj Brjullov, född 12 december 1799, död 11 juni 1852, var en rysk konstnär. Han var bror till arkitekten Alexander Brjullov.
Brjullov vann som historiemålare sin största berömmelse med sin 1830-1833 i Rom utförda jättemålning Pompejis undergång. Även efter sin återkomst till Ryssland ägnade han sig främst åt historisk konst men var nu mest verksam på genremåleriet, porträttets och det religiösa måleriets område. Brjullov fick stort inflytande över ryskt måleri genom sin lärarverksamhet.

## Fotogalleri

Pompejis undergång
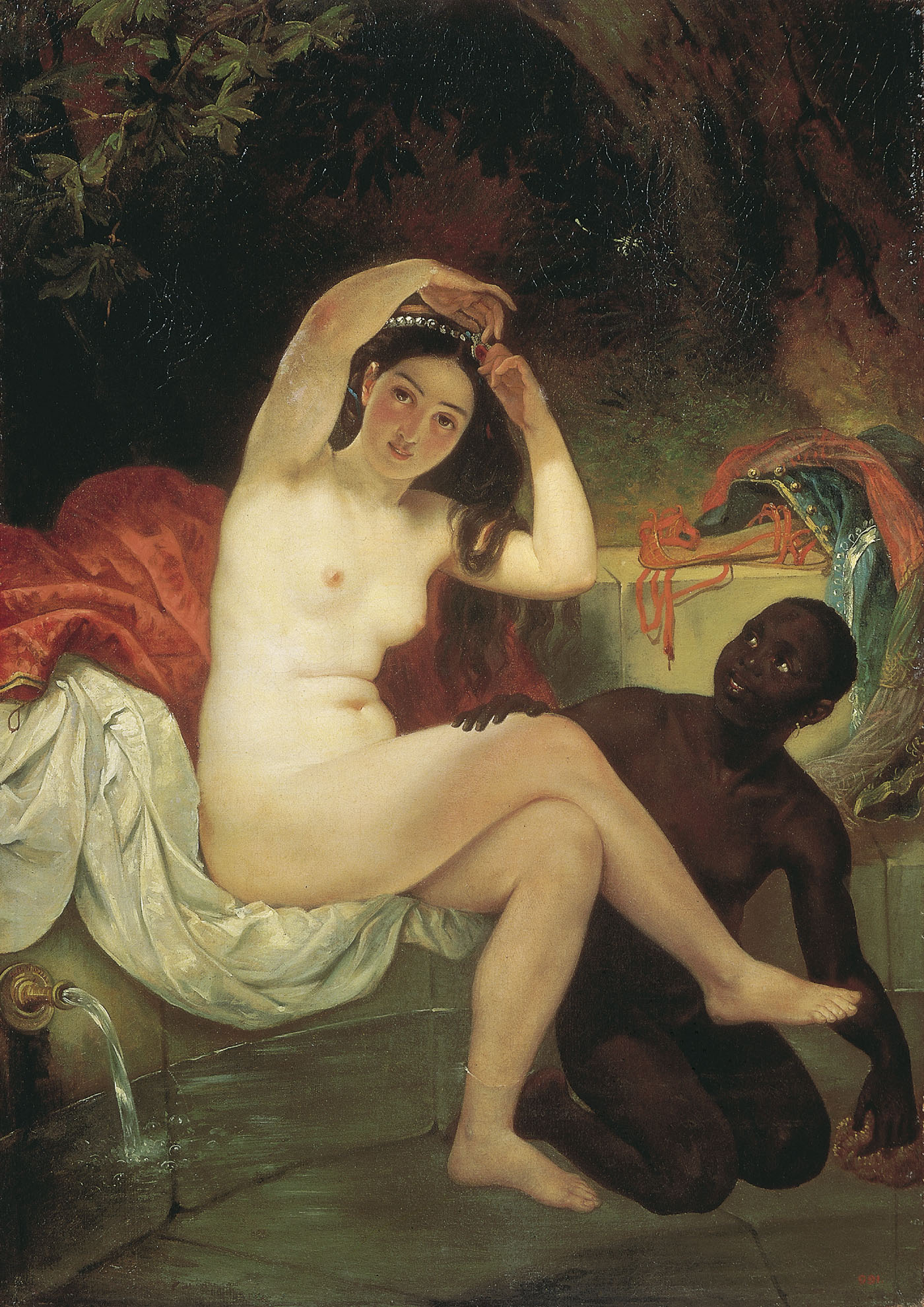
Batseba
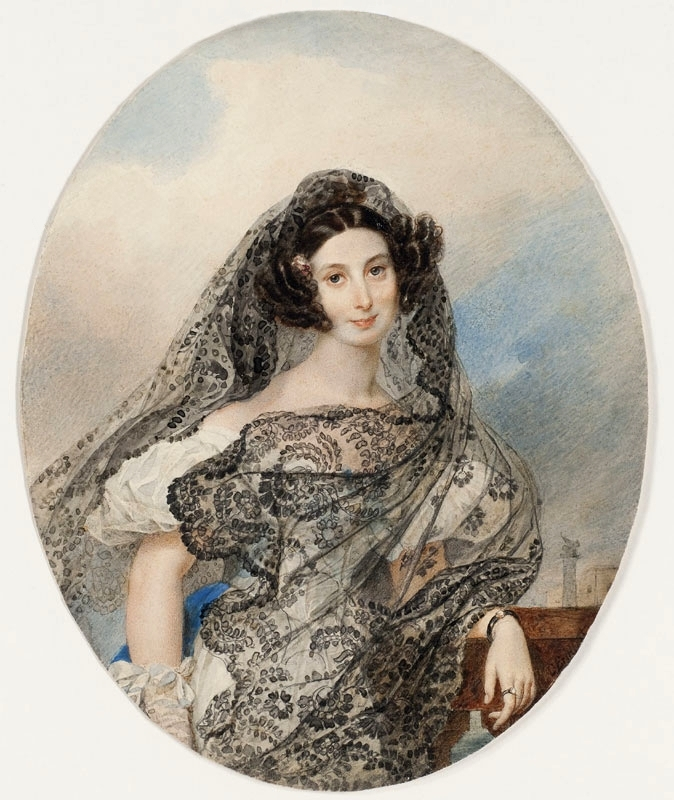
Giovannina Pacini
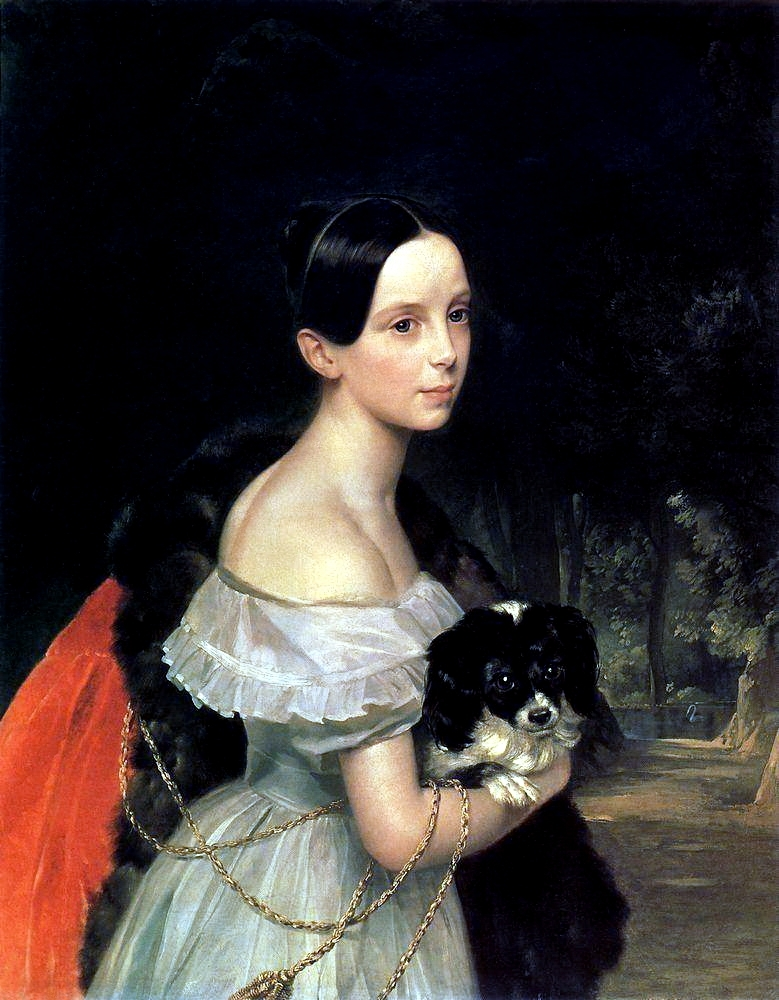
U.M. Smirnova